# Диазирины
Диазирины — класс органических полиазотистых гетероциклических соединений, содержащих трёхчленный цикл с включёнными в него двумя атомами азота, между которыми имеется двойная связь, образуя циклопропеноподобное кольцо, 3H-диазирин (>CN2). Существует два структурных изомера диазирина: 1H-диазирин с двойной связью HC=N нестабилен и перестраивается в таутомерную форму 3H-диазирин с двойной связью между атомами азота. Они изомерны диазометановым группам (>C=N=N) и, подобно им, могут служить прекурсорами карбенов за счёт потери молекулы азота N2. Например, облучение диазиринов ультрафиолетовым светом приводит к встраиванию карбена в различные связи C−H, N−H и O−H. Диазирины набирают популярность в качестве небольших фотореактивных сшивающих реагентов. Они часто используются в исследованиях фотоаффинного мечения для наблюдения за различными взаимодействиями, включая взаимодействия лиганд-рецептор, лиганд-фермент, белок-белок и белок-нуклеиновая кислота.

## Синтез

### Синтез из кетонов
Как правило, схемы синтеза, которые начинаются с кетонов (C=O), включают превращение кетона с желаемыми заместителями в диазиридины (CN2H2). Затем эти диазиридины окисляются с образованием желаемых диазиринов.
Диазиридины можно получить из кетонов путём оксимации с последующим тозилированием (или мезилированием) и, далее, обработкой аммиаком (NH3). Обычно реакции оксимации осуществляются путём взаимодействия кетона с хлоридом гидроксиламмония (NH3OH-Cl+) при нагревании в присутствии такого основания, как пиридин. Последующее тозилирование или мезилирование альфа-замещённого кислорода тозил- или мезилхлоридом в присутствии основания дает тозил- или мезилоксим. Окончательная обработка тозила или мезилоксима аммиаком дает диазиридин.

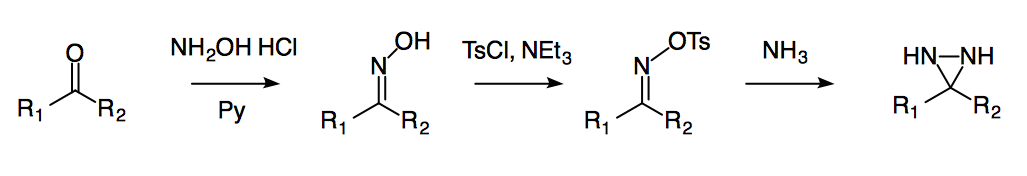
Синтез замещённого диазиридина путем оксимации, тозилирования и обработки аммиаком.

Диазиридины также можно получать непосредственно реакцией кетонов с аммиаком в присутствии аминирующего агента, такого как монохлорамин или гидроксиламин О-сульфоновой кислоты.
Дегидрирование (окисление) полученных диазиридинов можно проводить оксидом ртути (II), щелочным раствором перманганата или кислым раствором бихромата (и аналогичную ей реакцию окисления Джонсона). Очень часто используют оксид серебра, но также можно использовать окисление йодом и триэтиламином,  оксалилхлоридом или даже электрохимическое окисление на платиново-титановом аноде. В зависимости от растворимости исходного и конечного продукта реакцию проводят в водном или эфирном растворе.

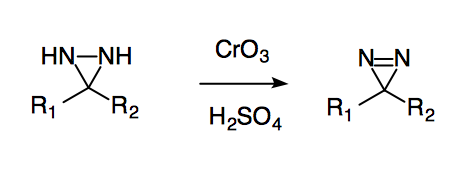
Окисление по Джонсу замещённого диазиридина до диазирина

### Синтез по реакции Грэма
Альтернативно, диазирины могут быть получены в одноступенчатом процессе с использованием реакции Грэма, начиная с амидинов. В результате этой реакции получается галогенированный диазирин, галоген которого может быть вытеснен различными нуклеофильными реагентами.
|  |  |

### З-Алкилдиазирины
Для синтеза 3-алкилдиазиринов нет соответствующих насыщенных трехчленных циклов. Их получение связано всегда с дополнительным образованием пятичленного кольца в условиях кислотного гидролиза. Группа N—С—N в трехчленном цикле значительно стабильнее, чем аналогичная группа в пятичленном цикле. Поэтому пятичленное кольцо можно гидролитически расщепить, не затрагивая диазиридиновый цикл: 

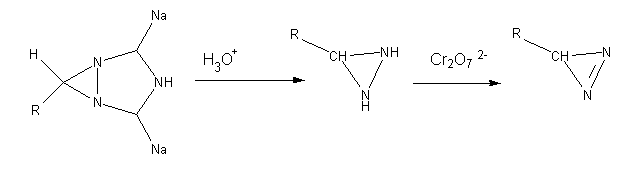
Синтез 3-алкилдиазиринов через гидролитическое расщепление пятичленного цикла

На основе метода синтеза 3-алкилдиазиринов был впервые получен простейший представитель ряда циклодиазометан. При взаимодействии формальдегида с аммиаком и хлорамином при последующей конденсации диазирина с формальдегидом вместо ожидаемого бицикла (H2CN2H2) образуется высокомолекулярный нелетучий продукт, при окислении которого бихроматом в серной кислоте получают диазирин с выходом 50%.

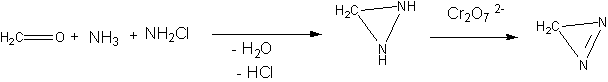
Синтез простейшего диазирина из формальдегида, аммиака и хлорамина

Известны случаи взрывов при работе с низкомолекулярными диазиринами при попытке их выделить.

### Синтез изтрет-октилазометина
Описаны синтезы самого диазирина из трет-октилазометина и дифторамина или дихлорамина, при этом в случае фтора или хлора реакции идут по разным механизмам и в разных условиях. В случае фтора предполагают промежуточное образование фторнитрена :NF: 

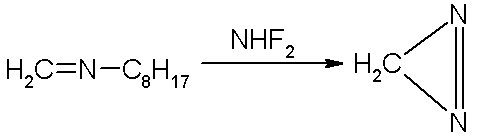
Синтез диазирина из трет-октилазометина

В случае хлора качестве промежуточных стадий предполагалось образование дихлорированного метилендиамина H2C(NCl2)(NH—трет-октил) и N-хлорированного диазиридина:

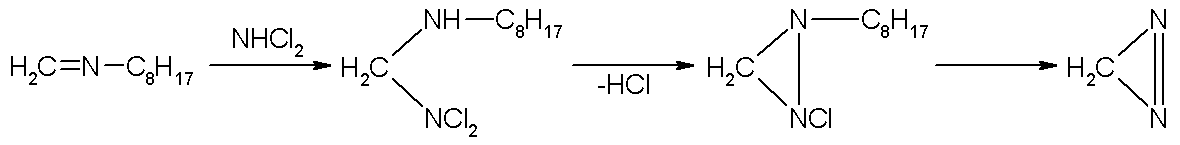
Синтез диазирина из трет-октилазометина с использованием дихлорамина

### Синтез через метилендиамин
Из формальдегида, формамида и серной кислоты получается сульфат метилендиамина, который в щелочном растворе гипохлорита переходит в диазирин.

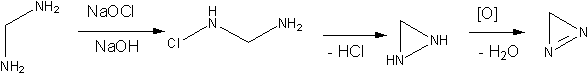
Синтез диазирина через метилендиамин

Выход конечного продукта увеличивается втрое (с 26 % до 78) в случае использования в качестве исходного соединения  2,2-диаминогексафторпропана в щелочном растворе гипохлорита. Реакция проходит по аналогичному механизму с метилендиамином.

### Синтез из амидинов
Алифатические и ароматические амидины дают с гипохлоритом или гипобромитом натрия в диметилсульфоксиде с водой галогенированный в положении 3 диазирин:

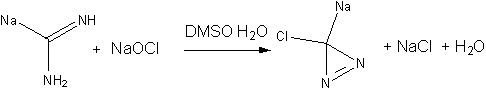
Реакция амидов с гипохлоритом натрия в среде диметилсульфоксид-вода с получением 3-алкил-3-хлордиазиринов

В дальнейшем галоген может быть заменен различными нуклеофильными реагентами.

## Физические свойства
Сам простейший циклодиазирин кипит при -14°C.
В общем случае температуры кипения диазиринов ниже, чем у исходных кетонов, что объясняется меньшей полярностью диазиринов. По запаху они так же сходны с этими кетонами. Простые диазирины смешиваются со всеми органическими растворителями, но не с водой. Оксидиазирины относительно хорошо растворимы в воде. Некоторые галогенозамещённые диазирины очень взрывчаты, что осложняет работу с ними.

## Химические свойства
Диазирины неожиданно оказались гораздо более стабильными соединениями, чем изомерные им диазоалканы. Диазирины не расщепляются при действии растворов кислот разбавленных и средний концентраций и щелочей при 20о и довольно устойчивы при нагревании до 100°.
Реакции, в которые вступают диазирины можно разделить на несколько типов: реакции с сохранением, раскрытием и расширением цикла.

### Реакции с сохранением трёхчленного цикла

#### Сохранение диазиринового цикла
Поскольку диазириновая группа нечувствительна к химическим воздействиям, можно осуществлять превращения функциональных групп, не затрагивая трёхчленного диазиринового кольца. Реакции функциональных групп, достаточно далеко удалённых от диазириновой группы, протекают без осложнений.
Например оксадиазирин при действии 3,5-динитробензоилхлорида дает кристаллический динитробензоат. При щелочном гидролизе регенерируется оксидиазирин:

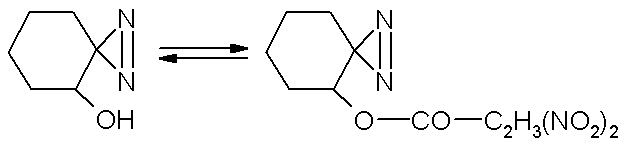

Или реакция образования  З-метил-З-винилдиазирина. При кватернизации диазирина йодистым метилом и последующем элиминировании по Гофману диазириновая группа остаётся незатронутой. Отщепление амина от четвертичного основания протекает уже при температуре водяной бани:

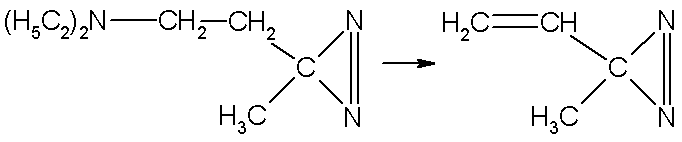
Синтез З-метил-З-винилдиазирина с сохранением диазиринового цикла

Диазиминовый цикл сохраняется и при озонировании образовавшегося винилдиазирина при температуре сухого льда и дальнейшем восстановлении получившейся гидроперекиси триэтилфисфитом.

#### Восстановление до диазиридинового цикла
Непосредственное восстановление амальгамой натрия:

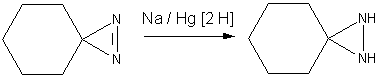
Восстановление диазиринов до диазиридинов

Если с электрофильным реагентам (такие, как кислоты) диазирины реагируют в жёстких условиях, то с нуклеофильными, такими, как реактивы Гриньяра или металлоорганические соединения, реагируют значительно легче. Взаимодействием с нуклеофильными реагентами могут быть получены замещённые диазиридины:

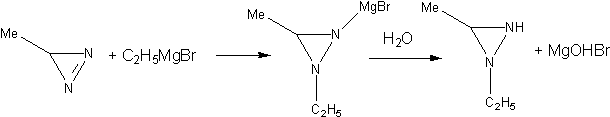

### Реакции с раскрытием цикла

#### Кислотное расщепление диазиринов
Реакции происходят только под действием сильных кислот:
При этом оксидиазирины (соединения с OH-группой на соседнем от углерода диазиринового гетероцикла) разлагаются заметно легче и предполагается механизм протонирования кислорода, смещение электронной плотности и дальнейшее раскрытие гетероцикла с отщеплением азота.
С протонирования кислорода, но по более сложному предполагаемому механизму проходит и реакция кислотного расщепления  α-кетопентаметилендиазирина, которая в итоге приводит с сужению связанного шестиатомного цикла:

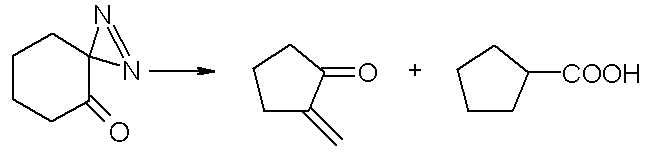
Кислотное разложение α-кетопентаметилендиазирина

#### Фотолиз
Фотолиз диазиринов активно изучался сразу после их открытия. При облучении ультрафиолетовым светом диазирины образуют реакционноспособные карбеновые соединения. Общий механизм фотолиза можно представить в виде схемы:

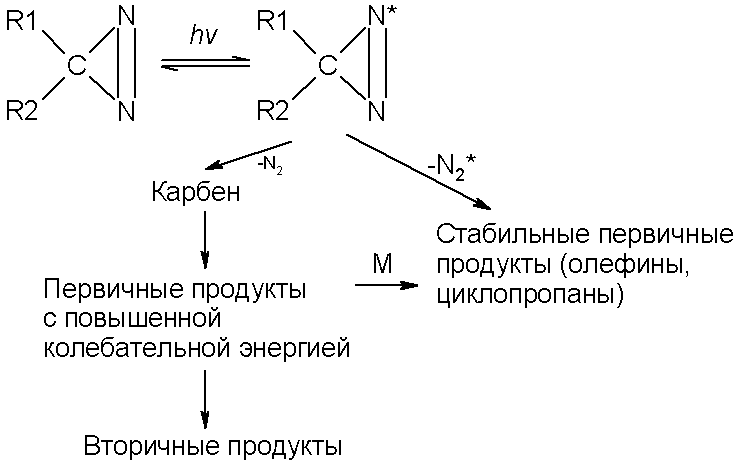
Схема фотолиза диазиринов с образованием различных типов продуктов

Соотношение первичных продуктов фотолиза с продуктами дальнейших реакций очень сильно зависит от давления — при повышении давления получившейся молекуле проще отдать повышенную колебательную энергию сторонней частице и, таким образом, стабилизироваться. И наоборот — при понижении давления время жизни как самих карбенов, так и энергонасыщенных продуктов реакции сильно повышается и они могут вступать в дальнейшие реакции как между собой, так и внутренние перегруппировки, раскрытия циклов, отщепления водорода и прочие вторичные реакции. В случае получения первичных стабильных продуктов реакции лишняя энергия чаще всего уносится отщепляющейся молекулой азота. В тоже время температура практически не влияет на соотношение продуктов реакции и идёт почти полностью через отщепление азота (некоторых опытах были обнаружены лишь следы азотсодержащих побочных продуктов).
Особый случай представляет фоторасщепление самого диазирина H2CN2 — образующийся карбен не имеет возможности для внутримолекулярной стабилизации и в отсутствие
других реагентов взаимодействует с самим диазирином, образуя в качестве основных продуктов этилен и азот, но как побочные также метан, этан и пропилен. Однако в особых условиях — на матрице из твёрдого азота при 20 K — образуется диазометан. Исследования с использованием меченных атомов показало, что и в этом случае происходит отщепление азота гетероцикла и последующее его присоединение из азота матрицы. Частичное образование диазометана наблюдается и при фотолизе в газовой фазе, в этом случае было показано, что фотоактивированный диазирин может не только сразу расщепиться на азот и карбен, но и превращаться в возбуждённый диазометан, который может потерять свою избыточную энергию при столкновениях.
Реакция с раскрытием цикла с образованием линейного диазосоединения происходит при фотолизе пентаметилендиазирина в жидкой фазе, где наряду с углеводородами, возникающими и при фотолизе в газовой фазе, с выходом 15—20 % был получен азин циклагексанона и доказано промужуточное образование диазоциклоценсана:

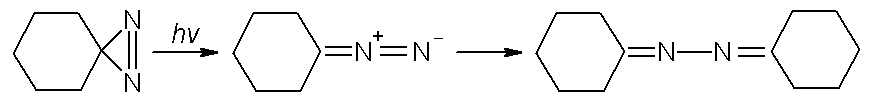
Фотолиз пентаметилендиазирина

Карбен может существовать в синглетной форме, в которой два свободных электрона занимают одну и ту же орбиталь, или в триплетной форме, с двумя неспаренными электронами на разных орбиталях.

Фотолиз диазиринов под действием ультрафиолета

Заместители в диазирине влияют на то, какие формы карбена образуются при облучении и последующем фотолитическом расщеплении. Заместители диазирина, которые являются электронодонорными по своей природе, могут отдавать электронную плотность пустой р-орбитали образующегося карбена, и могут стабилизировать синглетное состояние. Например, фенилдиазирин продуцирует фенилкарбен в синглетном карбеновом состоянии, тогда как 3-хлор-3-[(4-нитрофенил)]диазирин или трифторметилфенилдиазирин продуцируют соответствующие триплетные карбеновые продукты:

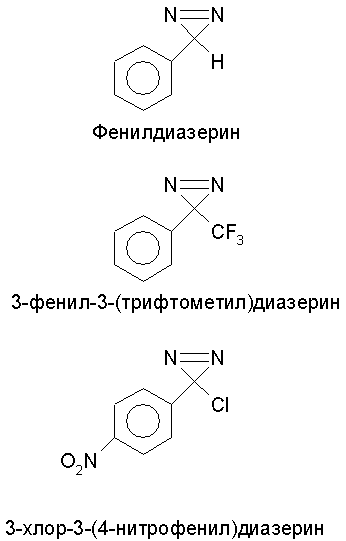
Фенилдиазирин образует синглетный карбен, тогда как трифторметилфенилдиазирин и 3-хлор-3-[(4-нитрофенил)]диазирин образуют карбены в триплетном состоянии.

Электронодонорные заместители также могут способствовать фотоизомеризации до линейного диазосоединения, а не синглетного карбена, и такие соединения неблагоприятны для использования в биологических анализах. С другой стороны, трифторарилдиазирины, в частности, проявляют благоприятную стабильность и фотолитические свойства и наиболее часто используются в биологических приложениях. Карбены, полученные из диазиринов, быстро реагируют с молекулами воды, и, следовательно, выходы для анализов фотореактивного сшивания часто низкие. Тем не менее, поскольку это сводит к минимуму неспецифическую маркировку, в этом и преимущество использования диазиринов.

#### Термолиз
Термическое разложение происходит так же с образованием карбенов и отщеплением азота:
Но если в случае шестичленного цикла в примере с пентаметилендиазирином получается единственный продукт, то при увеличении цикла на одно звено, наряду с циклогептеном, становится возможным и образование норкарана:

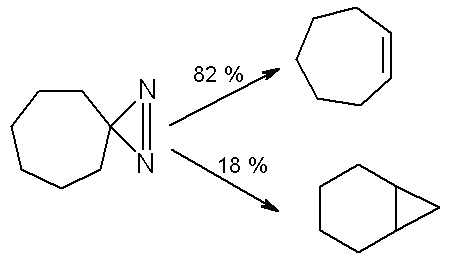
Термическое разложение гексаметилендиазирина

Если характер разложения линейных диазосоединений сильно зависит от растворителя, и уже в спиртах тип реакции меняется от карбенового к ионному, то разложение диазиринов не зависит от растворителя. Так разложение изопропилдиазирина в нитробензоле, сквалане или бензиловом спирте дает олефин и производное циклопропана в одинаковом количественном соотношении. То же относится к разложению трет-бутилдиазирина.
Термическое разложение оксидиазиринов, вероятно, протекает через промежуточное образование оксикарбенов, причем оксикарбены другими путями не были получены:

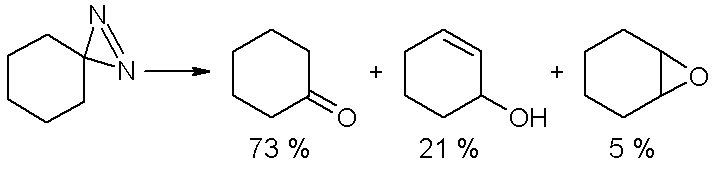
Термолиз оксидиазиринов

С получением иных продуктов реакции проходит термическое разложение дифтордиазирина:

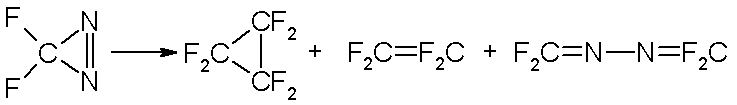
Термолиз дифтордиазирина

Она идёт через образование дифторкарбена и многие из таких реакций играют важную роль в химий перфторзамещённых соединений.
В целом,  результат фотолиза диазиринов всегда значительно отличается от результата термического разложения.

### Реакции с расширением цикла
Реакции с расширением цикла возможны только для соединений с кратными связями.

#### Синтез пиразолов из винилазиринов

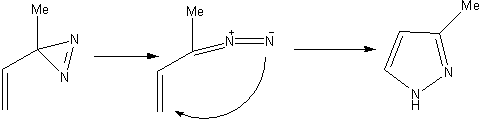
Образование пиразолов из винилазиринов

#### Синтез триазола

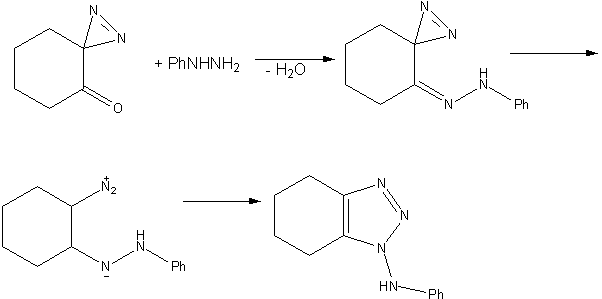
Синтез триазола